# Svenska mästerskapen i längdskidåkning 1921
Svenska mästerskapen i längdskidåkning 1921 arrangerades i Boden.

## Medaljörer, resultat

### Herrar
| Gren             | Guld                                                     | Guld                                                     | Guld    | Silver           | Silver        | Silver  | Brons           | Brons       | Brons   |
| 30 km            | Anders Persson                                           | Bollnäs GIF                                              |         | Erik Winnberg    | Östersunds SK |         | Albin Lingvall  | Bollnäs GIF |         |
| 60 km            | Per-Erik Hedlund                                         | Särna SK                                                 | 4:48:46 | Henning Isaksson | IFK Norsjö    | 4:51:56 | Vilhelm Granvik | Haparanda   | 4:53:56 |
| Lagtävling 30 km | Hudiksvalls IF                                           | Hudiksvalls IF                                           |         |                  |               |         |                 |             |         |
| Lagtävling 60 km | IFK Norsjö (Henning Isaksson, Ernst Alm, Johan Isaksson) | IFK Norsjö (Henning Isaksson, Ernst Alm, Johan Isaksson) |         | Östersunds SK    | Östersunds SK |         | -               | -           |         |

### Damer
| Gren             | Guld                                                      | Guld                                                      | Guld  | Silver         | Silver        | Silver | Brons        | Brons     | Brons |
| 10 km            | Elin Pikkuniemi                                           | IFK Haparanda                                             | 53:08 | Agnes Lindberg | IFK Norsjö    | 54:18  | Alva Nyström | Bodens BK | 54:45 |
| Lagtävling 10 km | IFK Norsjö (Agnes Lindberg, Signora Norén, Elin Isaksson) | IFK Norsjö (Agnes Lindberg, Signora Norén, Elin Isaksson) |       | IFK Haparanda  | IFK Haparanda |        | Bodens BK    | Bodens BK |       |

### Webbkällor
- Svenska Skidförbundet

- DN. Arkivet